# 乘坐旅客列车临时身份证明

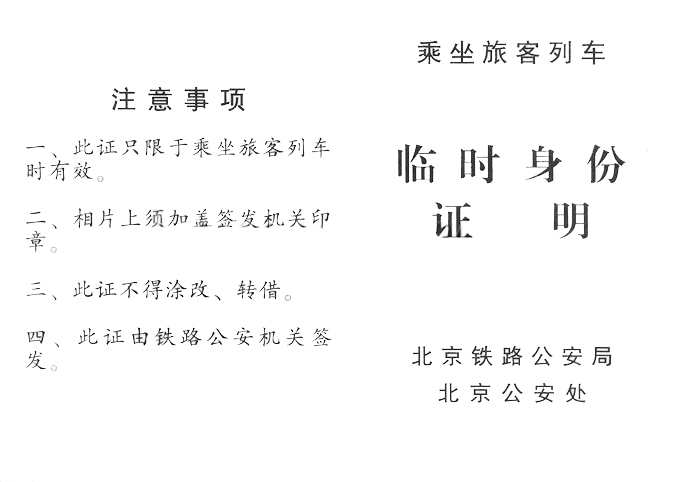
乘坐旅客列车临时身份证明，背面

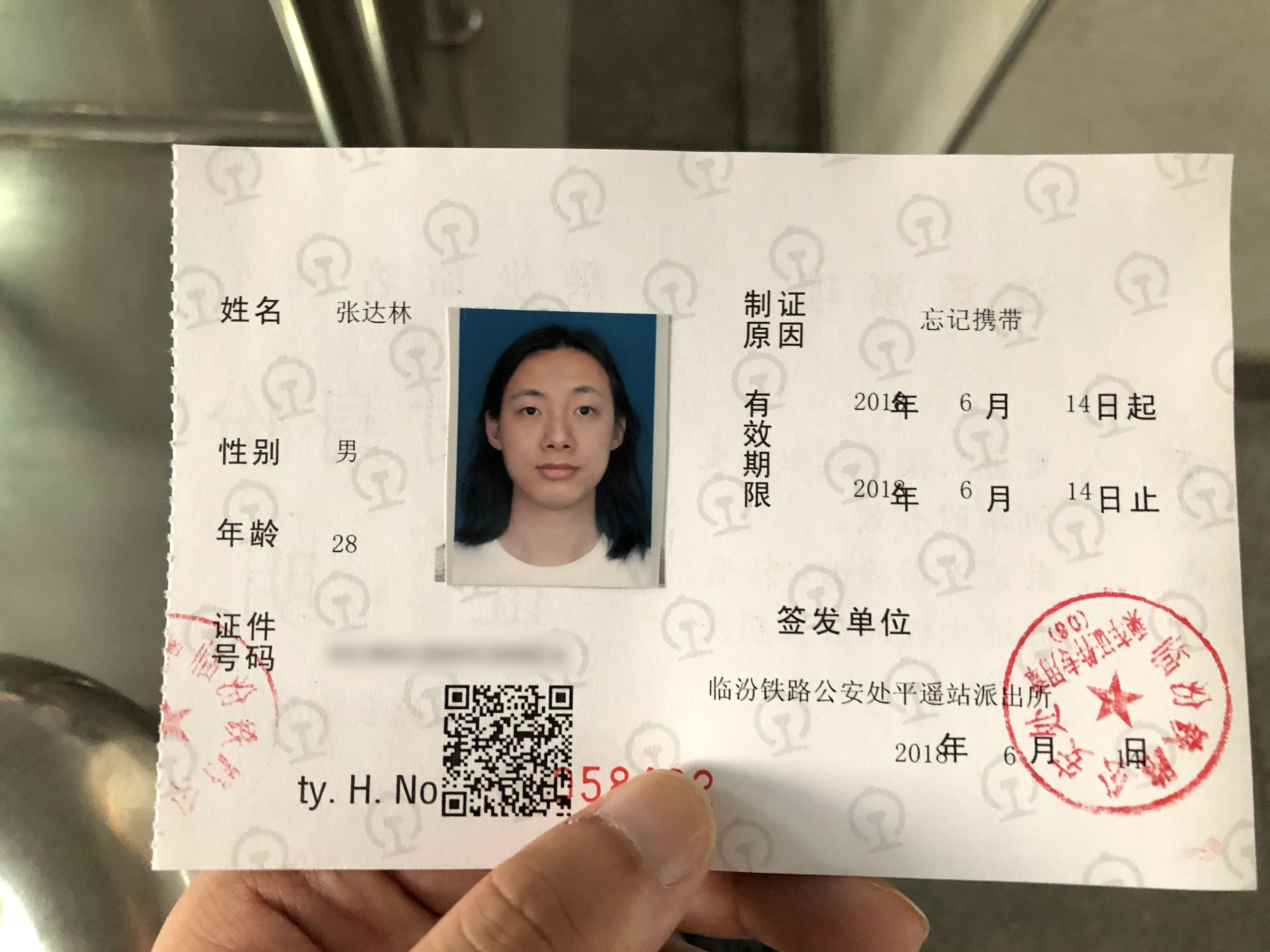
乘坐旅客列车临时身份证明，正面

乘坐旅客列车临时身份证明是由中华人民共和国铁路公安机关签发的一种用于旅客实名制购买铁路客票、进站乘车的临时身份证件。

## 简介
2010年春运期间，广铁集团、成都铁路局试行火车票实名制。2011年6月1日，动车组开始实行火车票实名制。2012年1月1日起，中国内地全部旅客列车实行车票实名制。

## 申办

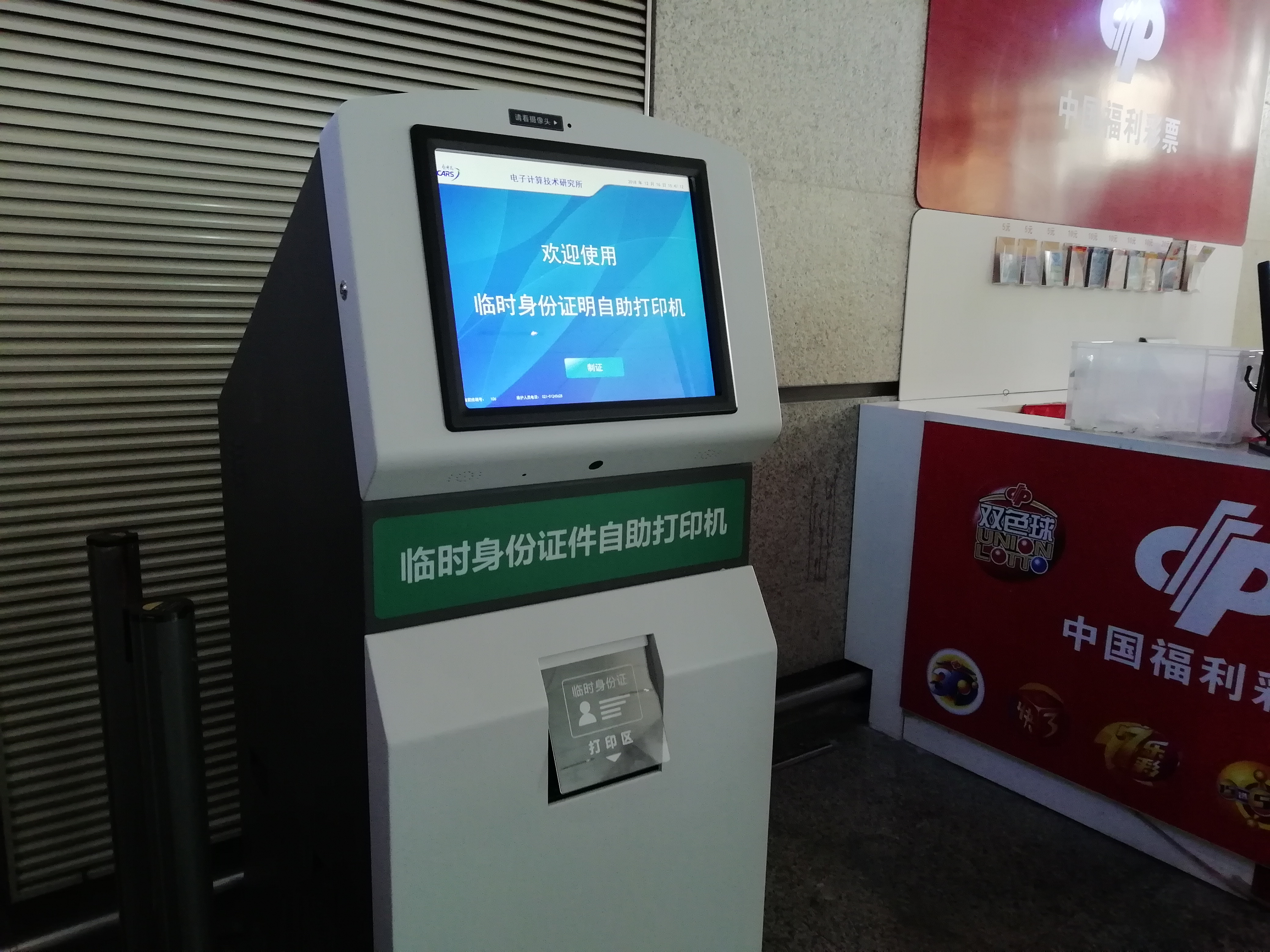
上海虹桥站内的临时身份证明自助打印机

铁路旅客购票时或购票后、乘车前因有效身份证件未携带、丢失等原因无法出示有效证件时，可以至车站铁路公安制证口办理临时乘车身份证明。
任何具有中华人民共和国户籍且持有第二代居民身份证的中国公民，可凭借本人身份证号码及姓名信息或出具所在地公安机关的户籍证明信（有些地区需要提供一张申请者近期一寸免冠照片）到车站铁路公安制证口办理该证。
学生旅客、现役军人、外籍旅客可出具所在学校、所在部队或当地使领馆的证明信办理。证明信内容必须包括旅客姓名、性别、出生年月、籍贯、有效身份证件号码等信息，并加盖证明单位公章。购票后丢失有效身份证件的，证明信内容应与车票票面记载的旅客身份信息一致。
为了方便旅客出行，减少旅客办理临时身份证明的排队时间，近年来各主要车站开始设立了临时身份证明自助打印机。旅客在自助打印机首先输入公民身份号码，经人脸识别比对通过后即可领取临时身份证明，无需提供照片。2019年5月8日起，公安部铁路公安局表示，所有办理临时身份证明的单位（包括人工办理窗口和自助设备）不再要求办证人员提供照片，统一由公安民警从公安机关的人口信息系统中调取身份证存档照片。
2022年1月15日起，12306手机客户端可申请电子临时乘车身份证明，旅客遗失或未携带身份证时，可在12306手机客户端上提交电子临时乘车身份证明申请，通过后即可在车站完成各项业务服务。

## 使用
本证只限于旅客购票、退票、中转签证、验证检票以及乘车使用。遇车站、列车工作人员查验实名制购票乘车信息时，该证有等同于购票所用有效身份证件的效力，应出示此证及与证件信息一致的实名制车票。